# The Big Bang (álbum)
| Críticas profissionais | Críticas profissionais |
| Avaliações da crítica  | Avaliações da crítica  |
| Fonte                  | Avaliação              |
| ---------------------- | ---------------------- |
| Allmusic               | [ 1 ]                  |
| Entertainment Weekly   | A−                     |
| IGN                    | (7.9/10)               |
| New York Times         | (mista)                |
| NME                    | (8/10)                 |
| Okayplayer             | [ 6 ]                  |
| Pitchfork Media        | (2.4/10)               |
| Rolling Stone          | [ 8 ]                  |
| Village Voice          | (favorável)            |
| XXL                    | (XL)                   |

The Big Bang é o sétimo álbum de estúdio do rapper americano Busta Rhymes.

## Informação
O álbum foi lançado em 13 de Junho de 2006. Foi seu único lançamento sob a gravadora Aftermath Entertainment de Dr. Dre. A produção do álbum veio de Dr. Dre, Swizz Beatz, Will.I.Am, Mr. Porter, Erick Sermon, Green Lantern, Timbaland, o falecido J Dilla, e DJ Scratch. Participações especiais incluem Nas, Stevie Wonder, o falecido Rick James, Kelis, Raekwon, e muito mais. Até então, cinco singles foram lançados: "Touch It", "Touch It Remix", "I Love My Bitch", "New York Shit" e "In The Ghetto". Video clipes foram lançados para todos eles.
A versão final de "Touch It Remix", para qual um video clipe foi filmado, não foi incluída no álbum final.

### Vendas e certificações
O álbum se tornou o primeiro de Busta a estrear em #1 nas paradas com mais de 209,000 vendidas na primeira semana de lançamento. Em 4 de Agosto de 2006, o álbum foi certificado como ouro por transferências superiores a 500,000 unidades. O álbum tinha vendido 613,000 cópias desde 22 de Novembro de 2008.
É também o álbum de Busta Rhymes que atingiu a maior posição no Reino Unido, estreando em #19 nas paradas britânicas. Anteriormente, seu álbum com a maior posição era When Disaster Strikes, lançado em 1997, que chegou a 34ª posição.

## Lista de faixas
| #  | Título                                            | Compositor(es)                                                                          | Produtor(es)                                       | Duração |
| -- | ------------------------------------------------- | --------------------------------------------------------------------------------------- | -------------------------------------------------- | ------- |
| 1  | "Get You Some" Featuring Q-Tip & Marsha Ambrosius | Trevor Smith, Marsha Ambrosious, Andre Young, Mark Batson, Dawaun Parker, C. Pope       | Dr. Dre, Mark Batson                               | 3:45    |
| 2  | "Touch It"                                        | Trevor Smith, Kasseem Dean, Thomas Bangalter, Guy-Manuel de Homem-Christo               | Swizz Beatz                                        | 3:35    |
| 3  | "How We Do It Over Here" Featuring Missy Elliott  | Trevor Smith, Melissa Arnette Elliott, Andre Young, Dawaun Parker, C. Pope              | Dr. Dre                                            | 3:36    |
| 4  | "New York Shit" Featuring Swizz Beatz             | Trevor Smith, Kasseem Dean, George Spivey, D. Lucas, F. Weyer                           | DJ Scratch                                         | 3:01    |
| 5  | "Been Through The Storm" Featuring Stevie Wonder  | Trevor Smith, Michael Clervoix, Felix Cavaliere, Carman Moore, R. Smith, D. Vines       | Sha Money XL & Dr. Dre (Additional Production)     | 4:06    |
| 6  | "In the Ghetto" Featuring Rick James              | Trevor Smith, Rick James, Mike the G                                                    | DJ Green Lantern & Dr. Dre (Additional Production) | 3:53    |
| 7  | "Cocaina" Featuring Marsha Ambrosious             | Trevor Smith, Marsha Ambrosious, Andre Young, Mark Batson, Mike Elizondo, C. Pope       | Dr. Dre, Mark Batson                               | 3:32    |
| 8  | "You Can't Hold the Torch" Featuring Q-Tip        | Trevor Smith, Kamaal Fareed, James Yancey, Minnie Ripperton, Richard Rudolph, Leon Ware | J Dilla                                            | 3:39    |
| 9  | "Goldmine" Featuring Raekwon                      | Trevor Smith, Corey Woods, Erick Sermon                                                 | Erick Sermon & Dr. Dre (Additional Production)     | 3:45    |
| 10 | "I Love My Bitch" Featuring Will.I.Am & Kelis     | Trevor Smith, William Adams, Keith Harris                                               | Will.I.Am                                          | 3:47    |
| 11 | "Don't Get Carried Away" Featuring Nas            | Trevor Smith, Nasir Jones, Andre Young, Dawaun Parker, Lionel Holoman                   | Dr. Dre                                            | 3:30    |
| 12 | "They're Out to Get Me" Featuring Kon Artis       | Trevor Smith, Denaun Porter                                                             | Mr. Porter                                         | 5:02    |
| 13 | "Get Down"                                        | Trevor Smith, Timothy Mosley, Nisan Stewart,                                            | Timbaland & Nisan Stewart                          | 3:40    |
| 14 | "I'll Do It All"                                  | Trevor Smith, David Drew                                                                | Jelly Roll                                         | 5:02    |
| 15 | "Legend Of The Fall Offs"                         | Trevor Smith, Andre Young, Gayle Moran                                                  | Dr. Dre                                            | 4:40    |

## Faixas que não foram usadas
- "I'll Hurt You" (feat. Eminem) (produced by Scott Storch & Dr. Dre)
- "Where's Your Money?" (feat. ODB) (produced by Hill)
- "Rough Around The Edges" (feat. Nas & Dion) (produced by Hi-Tek)
- "Ping" (produced by DJ Lights Out)
- "Psycho" (feat. Papoose, & Cassidy) (produced by J Dilla) **Added in Mike Boogie's, Busta Rhymes' and J Dilla's "Dillagence" mixtape
- "Your Time Has Come" (produced by Dr. Dre) **Early version of "Legend of the Fall Offs"
- "Stars Are Born" (feat. The Game & Redman)
- "We Up to No Good" (produced by Jonathan Rotem)
- "Imagine" (feat. Dr. Dre & Chauncey Black) (produced by Dr. Dre) **Added in Snoop Dogg's "Tha Blue Carpet Treatment"
- "Don't Try to Fight It" (feat. Mariah Carey) (produced by Rick Rock)
- "The Big Bang" (produced by Nu Jerzey Devil)
- "Bounce Step" (produced by Swizz Beatz)
- "Get Flat" (produced by Just Blaze)
- "You Pussy" (produced by DJ Scratch)
- "Bubble Gum" (produced By Dr. Dre)
- "Followers" (feat. Pharrell) (produced By The Neptunes)
- "Whoop" (feat. Ras Kass) (produced By Dr. Dre)
- "Who's That?" (feat. Q-Tip) (produced by DJ Green Lantern)
- "Die Too Soon" (feat. The Game & DJ Quik)
- "I'm Serious" (feat. Dr. Dre & 50 Cent)
- "Approach Niggas" (feat. Flipmode Squad)
- "Fall Back" (feat. Lloyd Banks)
- "Touch It (Remix)" (feat. Mary J. Blige, Rah Digga, Missy Elliott, Lloyd Banks, Papoose, & DMX) (produced By Swizz Beatz)
- "For the Nasty" (feat. Q-Tip & Pharrell) (produced by The Neptunes)

## Posições nas paradas
| Parada (2006)                         | Melhor posição |
| ------------------------------------- | -------------- |
| U.S. Billboard 200                    | 1              |
| U.S. Billboard Top R&B/Hip Hop Albums | 1              |
| U.S. Billboard Top Rap Albums         | 1              |
| Canadian Albums Chart                 | 6              |
| UK Albums Chart                       | 19             |